# Звиерина
Звиерина (серб. Звијерина / Zvijerina) — село в общине Билеча Республики Сербской Боснии и Герцеговины. В настоящее время село необитаемо.

## Население[3]
Население по годам:
- 1961 год — 265 человек
- 1971 год — 178 человек
- 1981 год — 110 человек (все сербы)
- 1991 год — 36 человек (все сербы)